# Бандака
Бандака, Куг-е Бандака (пушту کوه بندکا, англ. Kuh-e Bandaka) — гора в Центральній Азії (Середній Схід), висотою — 6812 метрів. Розташована у східній частині провінції Бадахшан, в Афганістані.

## Географія
Гора розташована у північно-східній частині гір Гіндукуш, у провінції Бадахшан, на північному сході Афганістану, за 110 км на південь — південний-схід від столиці провінції — Файзабад, за 241 км на північний-схід від столиці країни — Кабула, за 77 км на захід — південний-захід від гори Тірич-Мір (7708 м), та за 81 км на захід — південний-захід від найвищої гори Афганістану Ношак (7492 м).
Абсолютна висота гори 6812 м метрів над рівнем моря. Відносна висота — 2834 м. За цим показником вона займає 118-те місце у світі. Топографічна ізоляція вершини відносно найближчої вищої гори Тірич-Мір Західна IV (7338 м), одного з західних піків масиву Тірич-Мір, що на півночі Пакистану, становить 75,36 км.

### Клімат
Район навколо гори Бандака постійно покритий льодом та снігом. Середньорічна температура в околицях -5 °С. Найтепліший місяць — липень, коли середня температура становить 9 °С, а найхолодніший — січень, при -20 °С. Середньорічна кількість опадів становить 419 мм. Дощовий місяць лютий, в середньому 87 мм опадів, а найзасушливіший — грудень, всього 7 мм.

## Історія підкорення
22 вересня 1960 року друга німецька експедиція відвідала Гіндукуш, зробивши перше, офіційно підтверджене сходження на вершину. Членами експедиції були: Вольфганг фон Ганземанн, Дітріх Гассе, Сіегберт Гайн та Йоганнес Вінклер, всі з Західного Берліна; всі альпіністи досягли вершини. Вони зробили чотири табори, з базовим табором у долині Даре-Шаті на висоті 4100 м. Члени експедиції також зробили кілька першопроходженнь у долині Гіндукушу — Пагар, а також метеорологічні та геологічні спостереження і склали схематичні карти.
Після першого сходження, в різні роки, на вершину було здійснено більше п'ятнадцяти підйомів, за різними маршрутами; але не було офіційно зафіксовано жодного сходження, починаючи з 1977 року.